# ルビリアーノ
ルブリアーノ（伊: Lubriano）は、イタリア共和国ラツィオ州ヴィテルボ県にある、人口約900人の基礎自治体（コムーネ）。エトルリア人の建てた崖の上の集落。

## 地理

### 位置・広がり
ヴィテルボ県北東部のコムーネ。県都ヴィテルボから北へ24kmの距離にある。

#### 隣接コムーネ
隣接するコムーネは以下の通り。括弧内のTRはテルニ県所属を示す。
- バニョレージョ
- カスティリオーネ・イン・テヴェリーナ
- オルヴィエート (TR)
- ポラーノ (TR)

### 気候分類・地震分類
ルビリアーノにおけるイタリアの気候分類 (it) および度日は、zona E, 2203 GGである。
また、イタリアの地震リスク階級 (it) では、zona 2B (sismicità media) に分類される。